# Saab Sonett II
De Saab Sonett II is een sportwagen gebouwd door Saab.
In de jaren 1960 stelde Björn Karlström voor dat Saab na de Saab Sonett I een nieuwe tweepersoonssportwagen zou moeten bouwen met dezelfde tweetaktmotor, maar nu een coupé en geen open roadster. Twee prototypes werden ontwikkeld, de Saab MFI13 door de Malmö Flygindustri en de Saab Catherina (met targa-dak) door Sixten Sason, waarvan de MFI13 werd gekozen. In 1966 kwam de MFI13 na enige wijzigingen in productie bij ASJ in Arlöv als de Saab 97 - dat jaar werden er slechts 28 exemplaren gemaakt en nog eens 230 in 1967.
De carrosserie was van vezelversterkte kunststof (glasvezel en polyester) op een stalen chassis. Er zat ook een rolbeugel in. De hele motorkap scharnierde naar voren om goed bij de motor, versnellingsbak en wielophanging te kunnen komen. Toegang tot de bagageruimte was via een luikje in de verticale achterkant. De motor was een driecilinder-tweetaktmotor met 60 pk (45 kW). De Sonett II haalde 0 tot 100 km/u in 12,5 s en had een topsnelheid van 150 km/u.
Het chassis bleek bijzonder stijf, dus Björn Karlström stelde voor dat het ook voor een lichtgewicht amfibievoertuig gebruikt zou kunnen worden.

## Sonett V4

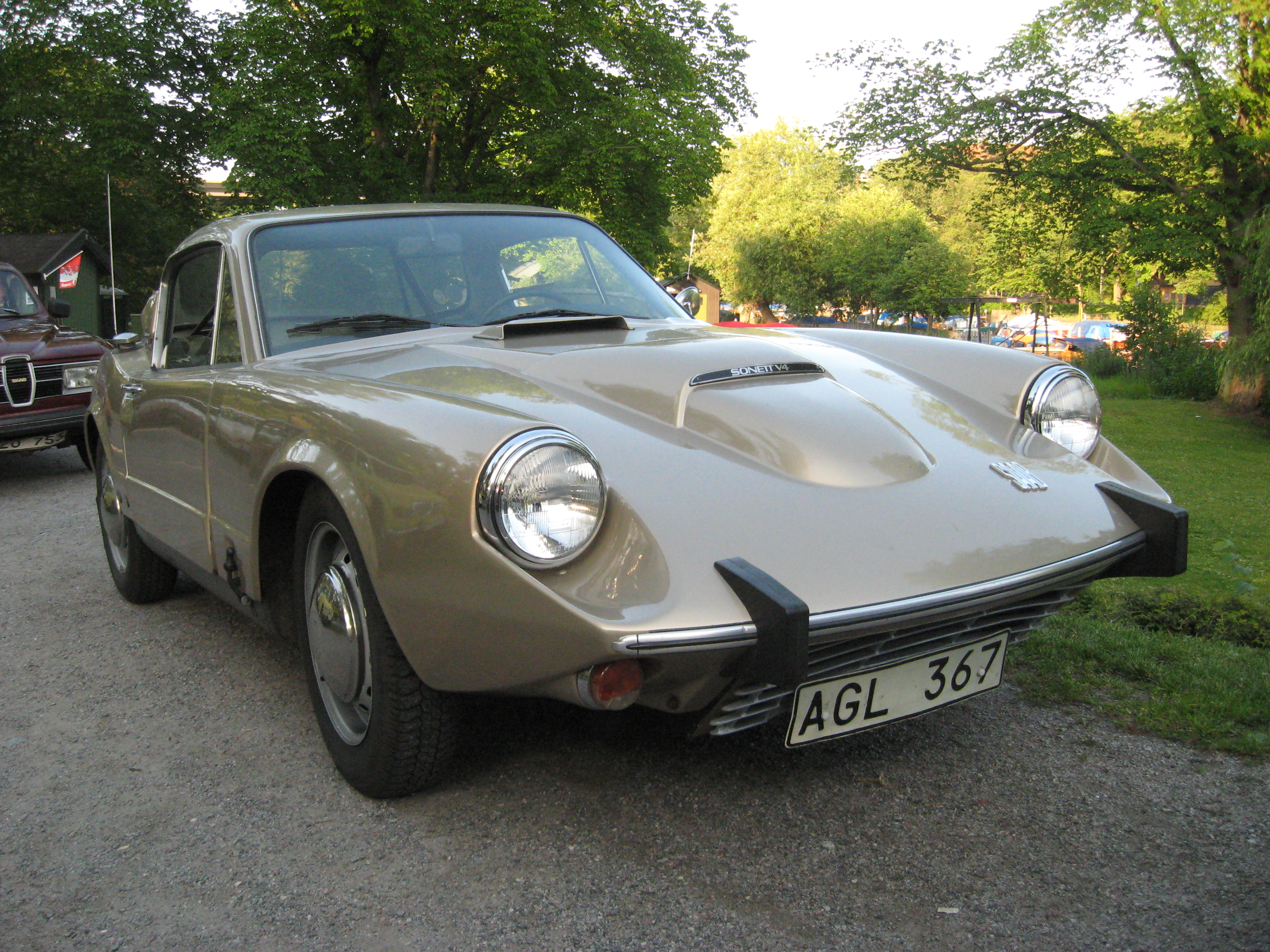
Saab Sonett V4

Toen Saab de 1500 cc Ford Taunus V4 motor in hun andere modellen (Saab 95 en Saab 96) ging gebruiken, wilden ze deze ook in de Sonett II toepassen. Het ontwerp werd daarom aangepast en hernoemd tot Sonett V4. Een nieuwe motorkap werd ontworpen door Gunnar A. Sjögren, met een bobbel om de hogere motor te laten passen. De bobbel zat iets naar rechts zodat hij het uitzicht van de bestuurder niet beperkte. De motor gaf 65 pk (48 kW) en de Sonett V4 haalde 0 tot 100 km/u in 12,5 s, met een topsnelheid van 160 km/u.
Na de 258 Sonett II gebouwd in 1966-1967, werd de productie van de Sonett V4 langzaam opgevoerd tot 70 exemplaren in het overgangsjaar 1967. In 1968 maakte Saab 900 Sonett V4s, gevolgd door nog eens 640 in 1969. In totaal werden 1610 Sonett V4s gebouwd.
In 1962 opende er een Saab-dealer in Tsjecho-Slowakije, geleid door autoracer Zdenek Treybal. Behalve het verkopen van de Saab 96 lukte het hem ook twee Sonett V4s te verkopen. Eén aan een autoracer in Praag, een ander aan Automobilové Závody Národní Podnik (AZNP) in Mladá Boleslav in 1968. AZNP gebruikte de Sonett als basis voor een prototype voor Škoda, de Škoda 1100 GT. Vanaf de deuren en de achterkant was deze bijna gelijk aan de Sonett, maar de voorkant was afgeleid van de Ferrari Dino.